# Пингвины из «Мадагаскара» в операции «С Новым годом!»
«Пингвины из „Мадагаскара“ в операции „С Новым годом!“» (англ. The Madagascar Penguins in a Christmas Caper) — мультипликационный фильм, выпущенный студией «DreamWorks Pictures» в 2005 году.

## Сюжет
Нью-Йорк, зоопарк: все его жители готовятся встретить Новый год. Только медведь Тед грустит один. Пингвины уже сделали ёлку, украшения, включили новогодний камин, приготовили рыбу и уже собирались пить пунш, как вдруг Шкипер заметил, что Рядовой ушёл — его не было за столом, когда пингвины ели клюкву. Пингвины проверили и клюкву, и пунш, и наконец догадались, что пропал Рядовой. Они отправились его спасать, а сам Рядовой выбирал новогодний подарок в магазине. Но тут пришла старушка Нана и взяла его в «плен», приняв за игрушку. Дома она отдала Рядового псу Мистеру Жую и ушла смотреть футбол. Сначала пингвин-солдат Рико говорил «Kaboom», предлагая взорвать динамит. Потом пингвины проникли в дом и разобрались с Мистером Жуем, взорвали дверь и ушли. Но они спасли не только Рядового, но и Теда. Они пригласили его к себе на Новый год, а после к маленькой компании присоединяется и весь зоопарк.

## Роли озвучивали
- Том Макграт — Шкипер
- Крис Миллер — Ковальски
- Джон Ди Маджио — Рико, за всё время говорит одно слово «бабахнуть»
- Кристофер Найт[англ.] — Прапор (в оригинале Private — Рядовой), хочет развеселить медведя Теда
- Элиза Габриелли[англ.] — нью-йоркская старушка Нана
- Билл Фагербакки — медведь Тед
- Мистер Жуй — собака, роль без слов (только гавкание)